# Desantne enote
Desantne enote so lahke pehotne vojaška enota, ki so posebej izurjene, oborožene in opremljene za potrebe izvajanja desantov. Prvotna oblika desantnih enot so bili marinci, ki so bili prvenstveno namenjeni za izvajanje pomorskih desantov in izkrcanj, toda z razvojem tehnologije izvajajo tudi druge vrste desantov (zračni desant). 